# Coccoidella pulvinata
Coccoidella pulvinata är en svampart som beskrevs av Petr. & Cif. 1932. Coccoidella pulvinata ingår i släktet Coccoidella och familjen Coccoideaceae.   Inga underarter finns listade i Catalogue of Life.